# Rivière Hall (rivière Bonaventure)
Pour les articles homonymes, voir Hall et Rivière Hall.
La rivière Hall est un affluent de la rivière Bonaventure (baie des Chaleurs) laquelle coule vers le Sud pour se déverser sur la rive Nord de la Baie-des-Chaleurs.
La rivière Hall coule dans la municipalité régionale de comté (MRC) de Bonaventure, dans la région administrative de la Gaspésie-Îles-de-la-Madeleine, au Québec, au Canada. Plus spécifiquement, ce cours d'eau traverse successivement les territoires de :
- Rivière-Bonaventure (canton de Honorat), un territoire non organisé,
- Hope (secteur de Saint-Jogues),
- Paspébiac (ville),
- Saint-Elzéar (Bonaventure) (canton de Cox),
- New Carlisle,
- Bonaventure.

## Géographie
La rivière Hall prend sa source de ruisseaux de montagne dans le canton de Honorat, dans le territoire non organisé de Rivière-Bonaventure.
La source de la rivière Hall se situe en zone montagneuse à :
- 0,8 km à l'Ouest de la limite du canton de Weir ;
- 3,8 km au Nord-Est de la confluence de la rivière Hall ;
- 39,1 km au Nord-Est de l'embouchure du "Havre de Beaubassin" dans lequel se déverse la rivière Bonaventure (baie des Chaleurs).

À partir de sa source, le cours de la rivière coule sur 45,2 km surtout en zones forestières, selon les segments suivants :
Cours supérieur de la rivière (segment de 35,4 km)
- 4,0 km vers le Sud-Ouest dans le territoire non organisé de Rivière-Bonaventure, jusqu'à la confluence d'un ruisseau (venant du Nord) ;
- 3,5 km vers le Sud, jusqu'à la confluence d'un ruisseau (venant du Nord-Est) ;
- 5,2 km vers le Sud-Ouest, jusqu'à la confluence d'un ruisseau (venant du Nord) ;
- 4,6 km vers le Sud, jusqu'à la limite de Hope ;
- 2,4 km vers le Sud-Ouest dans Hope, jusqu'à la confluence du cours d'eau des Rangs Neuf et Dix ;
- 0,2 km vers le Sud-Ouest, jusqu'à la limite de Paspébiac (ville) ;
- 3,8 km vers le Sud-Ouest dans Paspébiac (ville), jusqu'à la limite de l'ex-municipalité de Paspébiac-Ouest ;
- 2,3 km vers le Sud-Ouest dans l'ex-municipalité de Paspébiac-Ouest en recueillant les eaux de la rivière Hall Ouest (venant du Nord), jusqu'à la limite de Saint-Elzéar ;
- 9,4 km vers le Sud-Ouest dans Saint-Elzéar, en passant à l'Ouest du village de Saint-Elzéar, jusqu'à la confluence d'un ruisseau (venant du Nord-Est) ;

Cours inférieur de la rivière (segment de 9,8 km)
- 0,6 km vers le Sud-Ouest en coupant le pont routier jusqu'à la limite de New Carlisle ;
- 1,1 km vers le Sud-Ouest dans New Carlisle, jusqu'à la limite de Saint-Elzéar ;
- 0,5 km vers le Sud-Ouest dans la municipalité de Saint-Elzéar, jusqu'à la limite de la ville de New Carlisle ;
- 1,5 km vers l'Ouest dans New Carlisle, jusqu'à la limite de Saint-Elzéar ;
- 2,3 km vers l'Ouest dans la municipalité de Saint-Elzéar, jusqu'à la limite de la ville de Bonaventure ;
- 1,7 km vers le Sud-Ouest dans le territoire de la ville de Bonaventure, jusqu'au pont de la route Henry ;
- 2,1 km vers le Sud, en formant une courbe vers l'Est jusqu'à sa confluence[3].

La rivière Hall se déverse sur la rive Est de la rivière Bonaventure (baie des Chaleurs) face à l'île de la rivière Hall. La confluence de la rivière est située à :
- 0,5 km en aval du pont de la "route de la Rivière" ;
- 0,6 km en amont de l'île de la Fourche ;
- 3,2 km à l'Est du centre du hameau Thivierge ;
- 6,6 km au Nord-Est de l'embouchure du "Havre de Beaubassin" dans lequel se déverse la rivière Bonaventure (baie des Chaleurs).

## Toponymie
L'hydronyme "rivière Hall" figure sur une carte du canton de Cox dressée en 1899. Cet hydronyme évoque le mérite d'une famille loyaliste établie dans cette zone. En 1853, Alexander Hall et Edward G. Hall possédaient des terres dans ce canton.
Le toponyme "rivière Hall" a été officialisé le 5 décembre 1968 à la Commission de toponymie du Québec.